# Potsdamer Platz
A Potsdamer Platz közlekedési csomópont Berlinben, a Mitte és Tiergarten kerületek, valamint az egykori keleti és nyugati városrészek határán. Nyugaton a Leipziger Platz határolja. A Brandenburgi kaputól és a Reichstag épületétől kb.1 km-re délre, a Tiergarten park délkeleti sarkához esik közel. Nevét a tőle mintegy 25 km-re délnyugatra fekvő Potsdam városáról kapta, és azt a pontot jelöli, ahol a Potsdamból induló régi út a Potsdami kapunál egykor áthaladt a berlini városfalon. A mai formája az 1990-es és a 2000-es évek elején történt építkezések eredményeképpen jött létre.. 
A Potsdamer Platz kifejezés abból a szempontból pontatlan, mivel szó szerint fordítása szerint „Potsdami tér” jelentéssel bír, ami valójában csak a Leipziger Platz melletti teret jelöli, azonban a "Potsdamer Platz" kifejezés az egész, nagy kiterjedésű környező területre is értendő, amely a főváros Mitte és Tiergarten városrészeinek több háztömbjére is kiterjed.

## Története

### A kezdetektől 1945-ig
Berlin egyik kapuja, az egykori Potsdami kapu (németül: Potsdamer Tor) 1734 körül épült a mai Potsdamer Platz helyén. Az 1800-as évek elején a környéken egy park volt. A teret a Potsdami kapu előtti térnek (Platz vor dem Potsdamer Tor) nevezték, majd a mai nevén 1831-től szerepelt. A tér kezdetben a város peremén helyezkedett el. Ezt követően az új vasútállomás megépítése 1838-től fontos közlekedési csomóponttá tette a helyet. 1890-ben évente már több mint 1,4 millió utas szállt fel a Potsdamer Platzon a vonatokra. A 20. század elején egyre több iroda- és kereskedelmi épület, étterem és szálloda épült a Potsdamer Platzra. A Wertheim áruház különösen népszerű volt a látogatók körében. Az első metróvonal 1902-től üzemelt a téren, és azzal el lehetett jutni az Állatkertig vagy Friedrichshainig.

A két világháború között a tér a város szíve lett, 26 villamos vonal, 5 buszvonal és naponta mintegy 20 000 autó halad át a téren. Az emberek itt szálltak át a vonatra, vásároltak vagy szórakoztak a kocsmákban és a varietészínházakban. A kereszteződésben 1924-ben avatták fel Európa első közlekedési lámpáit. A művészek a Café Jostyban találkoztak, a nagy Aschinger étterem 4000 vendégnek adott helyet, a modern Columbushaus 1932-ben épült meg. Az S-Bahn földalatti állomást 1939-ben nyitották meg. A második világháborúig a Potsdamer Platz az azonos nevű pályaudvar előtt  Európa legforgalmasabb csomópontjának számított és politikai, szociális és kulturális találkozóhely is volt egyben. 

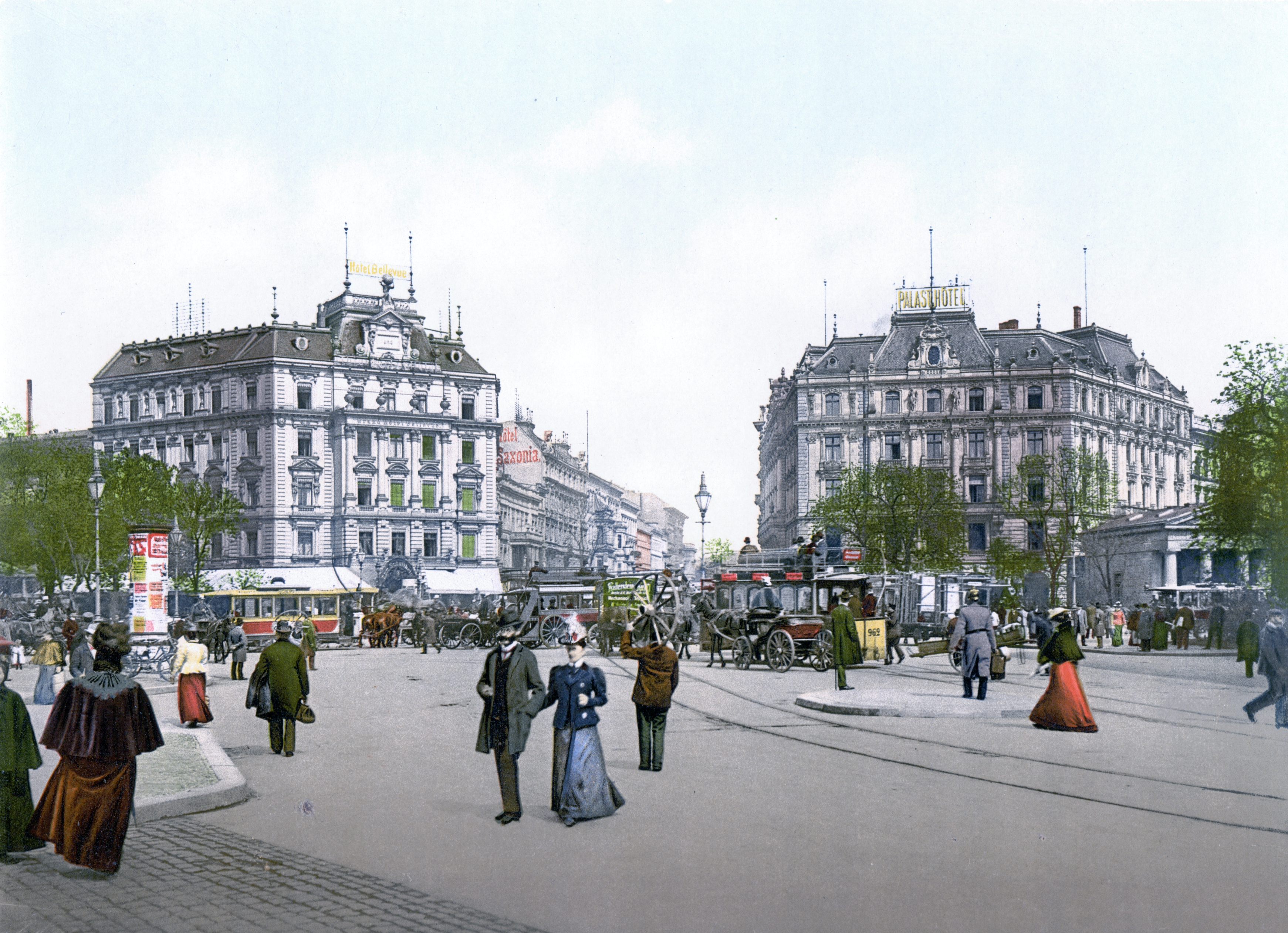
Potsdamer Platz 1900 körül
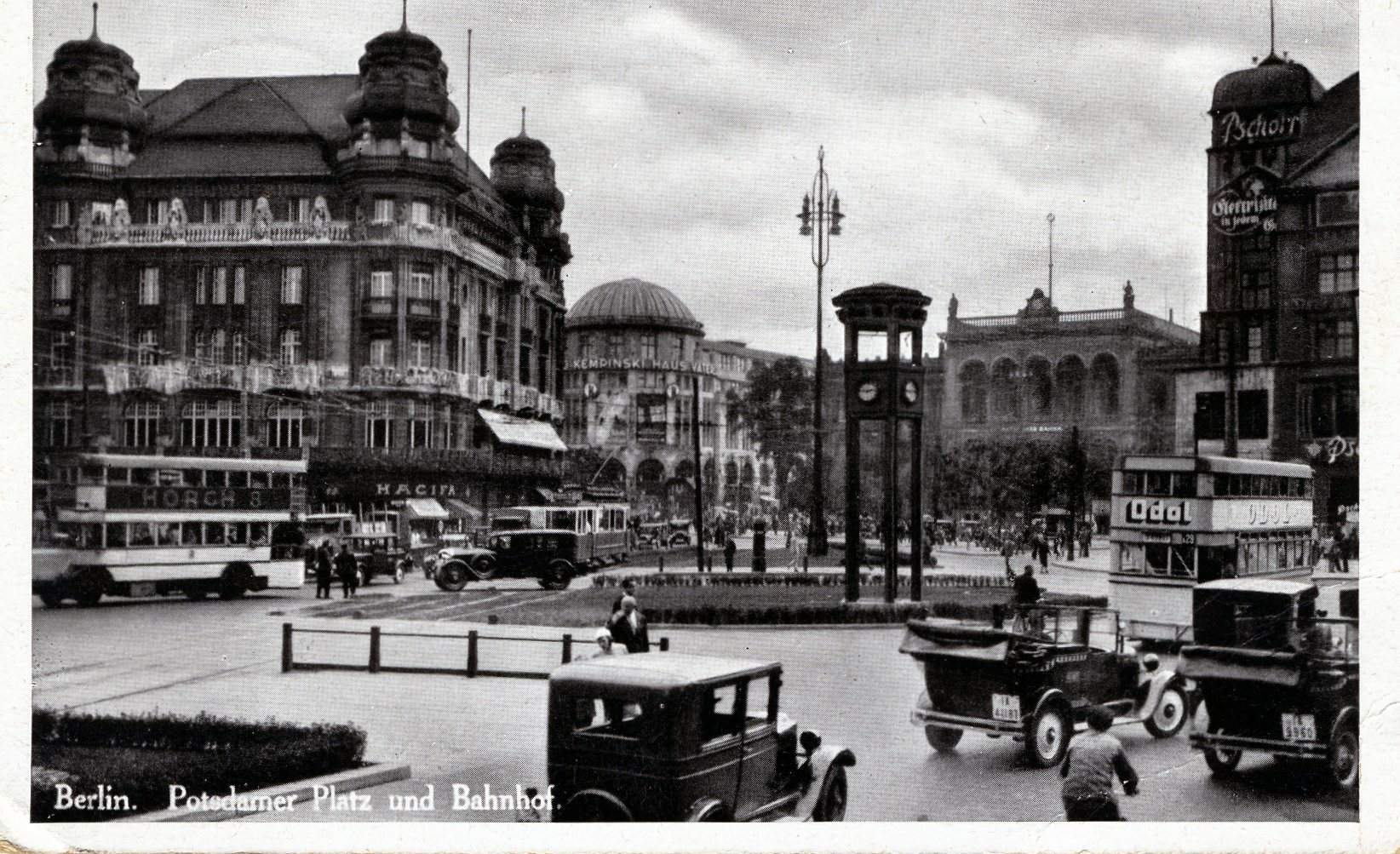
Potsdamer Platz, az 1930-as években
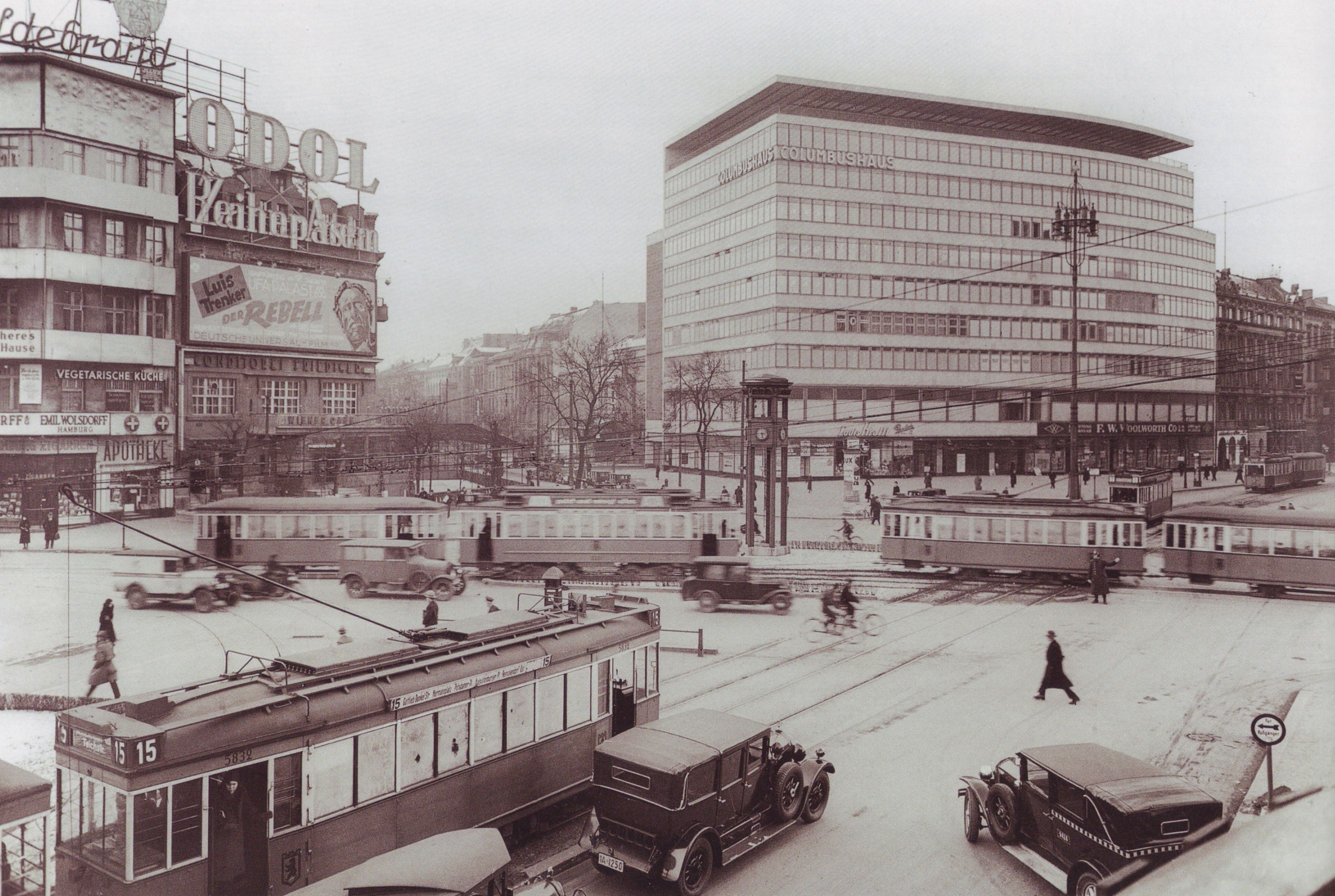
Potsdamer Platz a Columbushaus épületével 1932-ben

### A második világháború végétől 1990-ig
A légitámadások és a Berlinért vívott végső csata után a Potsdamer Platz 1945 tavaszán romokban hevert, csak a Weinhaus Huth épülete maradt meg. A háború utáni években a tér kezdetben úgynevezett „határháromszöget” alkotott a szovjet, a brit és az amerikai szektor között. Ezen időszakban feketepiac működött a romok között, cigaretta és alkohol üzletelés helyszíne volt. A berlini blokáddal kezdődtek a változások. A szovjet szektor és a szomszédos nyugati szektorok közötti határt először 1948. augusztus 21-én jelölték meg festékkel az aszfalton. A háború után még magmaradt, de felújítandó épületek többsége üresen állt. Sem a keleti városrészben, sem Nyugat-Berlinben egyetlen befektető vagy építtető sem érdeklődött az egykor központi helyszín iránt. A tér körüli régi épületek újjáépítésére tett kísérletek kudarcba fulladtak: Az egykori központ senki földje lett (németül:„Niemandsland”). A Hotel Fürstenhof épülete egy 1943-as légitámadásban megsérült, helyreállítása helyett az 1950-es években bontották le a régi épületet.

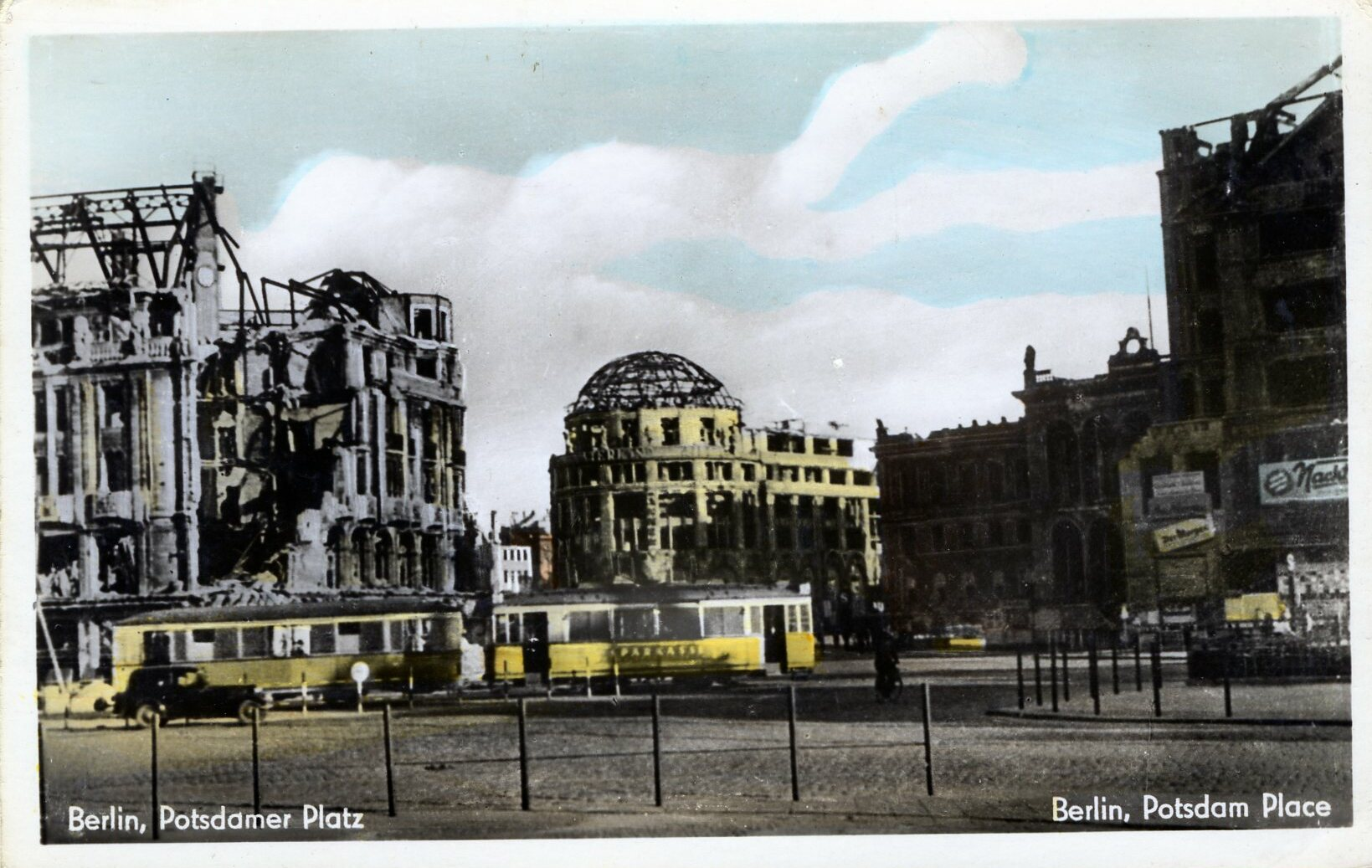
A tér a II világháború után
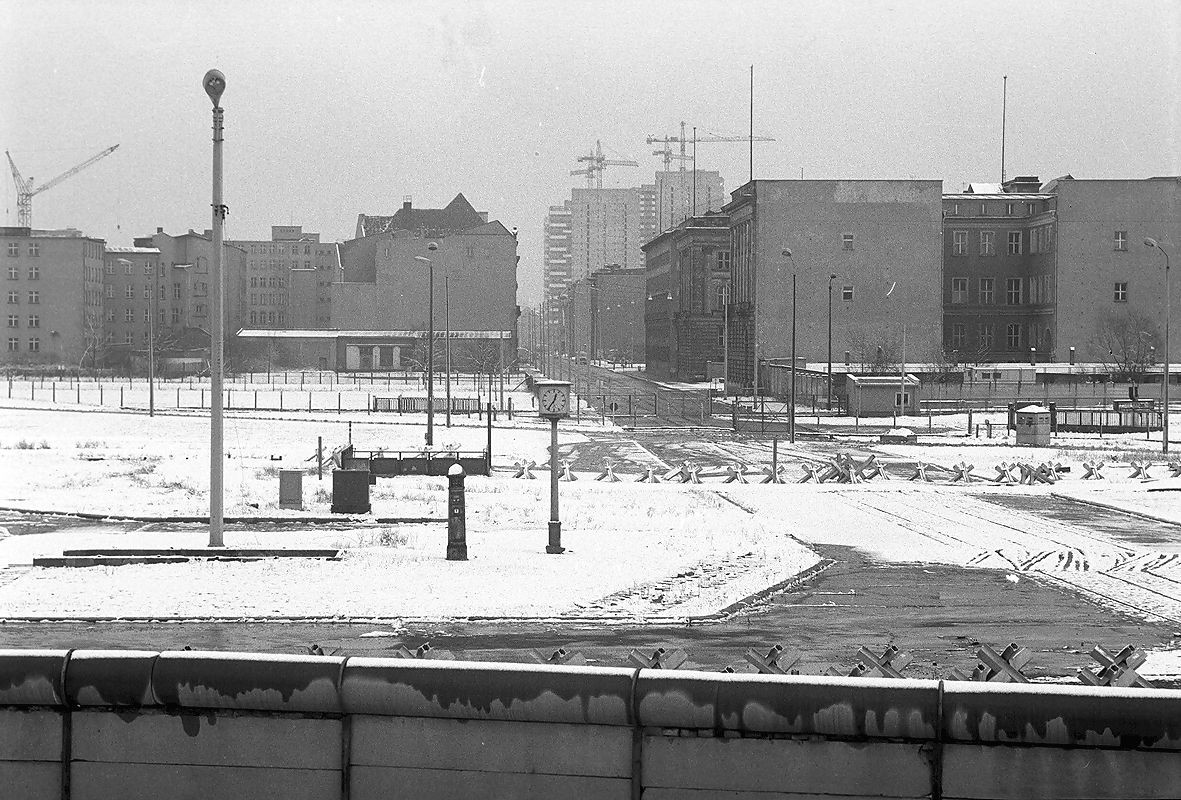
Berlin Potsdamer Platz a fallal
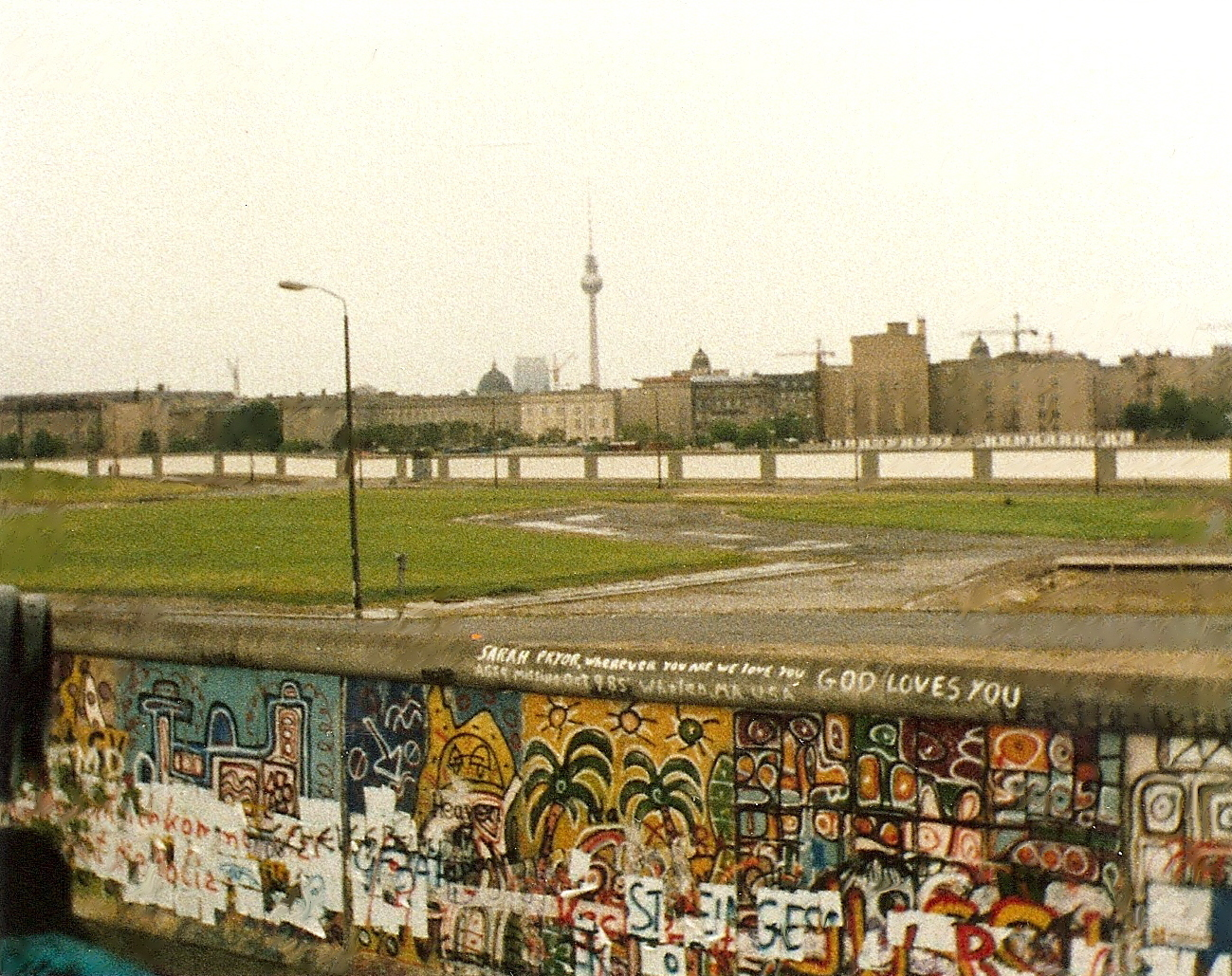
Potsdamer Platz 1982-ben
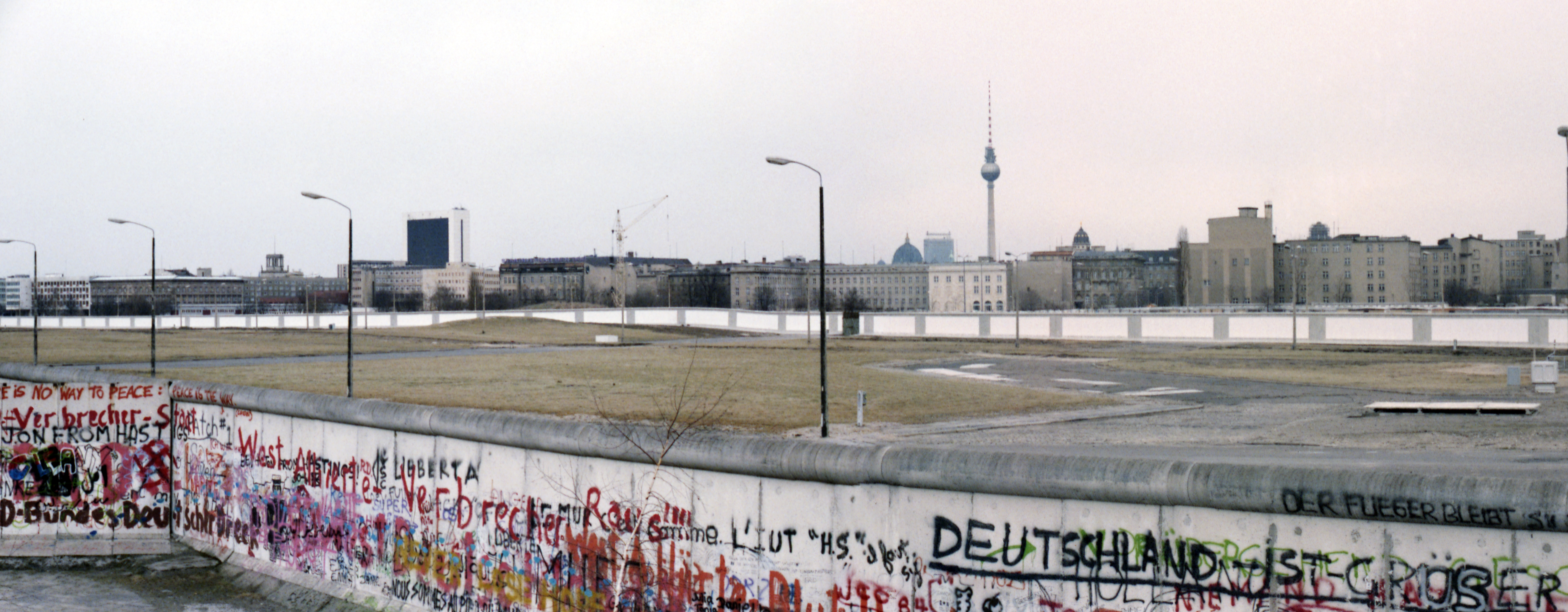
1985-ben

A teret kettéosztó berlini fal 1961-es megépítésével a Potsdamer Platz elvesztette központi helyét. Mind Nyugat-Berlin, mind pedig az NDK fővárosa szempontjából kieső, peremterület lett belőle. Ezt követően a nyugati oldalon lévő romokat a berlini szenátus felvásárolta és fokozatosan lebontotta, köztük a Haus Vaterlandot (szórakoztató funkciót betöltő épület), a Prinz-Albrecht-palotát és az egykori Néprajzi Múzeumot. A megmaradt épületek közül 1971-ben még a legendás Vox-házat is lebontották, pedig még állt, de nem találtak bérlőt számára. A Potsdamer Platz végleges végét az összes megmaradt épület, a Wertheim áruház, a Columbushaus és a Vaterland épületének lebontásával, valamint az összes vasúti pályaudvar és vágány eltávolításával 1973-ban pecsételték meg. Az egykori térből egy nagy pusztaság lett a város közepén, tócsákkal és sárral tarkított terület, amely 28 évig Berlin legszélesebb halálsávjává vált. A berlini fal a határsáv két oldalán húzódott, a nyugati rész felé eső fal Nyugat-berlini oldala rajzokkal és feliratokkal volt kiszínesítve. Nyugat-Berlinben az 1980-as években hétvégenként a fal melletti területen bolhapiacot tartottak.

### Az 1990-es évektől napjainkig
A fal leomlásával változott meg a helyzet, amikor a Potsdamer Platz (illetve az akkori terület) elhelyezkedést illetően visszakerült a városközpontba. 1990-ben a fal maradványai között Roger Waters (Pink Floyd együttes) adott koncertet és előadta „The Wall” című album dalait, ezzel a fal leomlását és a hidegháború végét ünnepelték meg. Az újraegyesítés utáni időszakban Európa legnagyobb belvárosi építkezésévé vált a terület. 1994 és 2001 között nemcsak a legnagyobb, hanem Európa legérdekesebb belvárosi építkezési területe is volt. A magas talajvízszint miatt az építkezés különösen problematikus volt, az építkezések történetében először egy kb. 24 000 m2 alapterületű, 20 m ásatási mélységű, acélszál-erősítésű víz alatti betonból készült, hátrahorgonyzott betonalapot kellett létrehozni. Az újraegyesítés után a Potsdamer Platz Berlin új városközpontjává vált, számtalan iroda- és lakóépülettel, étteremmel, szabadidős és bevásárlóközponttal. Az újonnan emelt épületekbe a Sony, a Daimler és a Deutsche Bahn is képviseltette magát, luxusszállodák és pláza is épült. Az építkezések legnagyobb része a 2000-es évek közepére befejeződött. Jelenleg több mint 43 000 négyzetmétert alakítanak át egy sétáló övezetté, amely a látogatóknak helyet biztosít a város közepén. A fákkal szegélyezett tágas gyalogos zóna és a kialakított zöld közterek egy zöld közösségi negyedet eredményez.

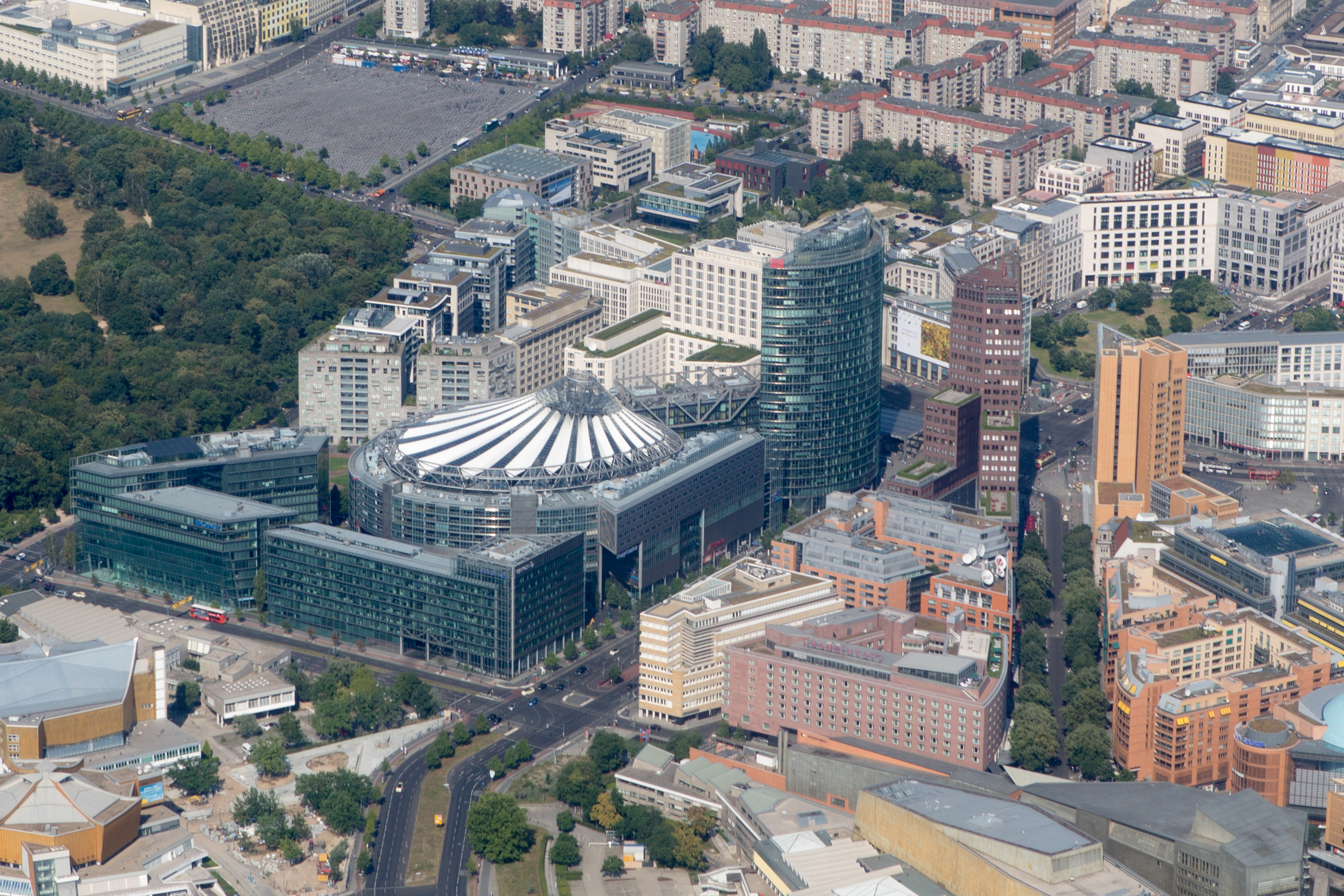
Potsdamer Platz (2016.)
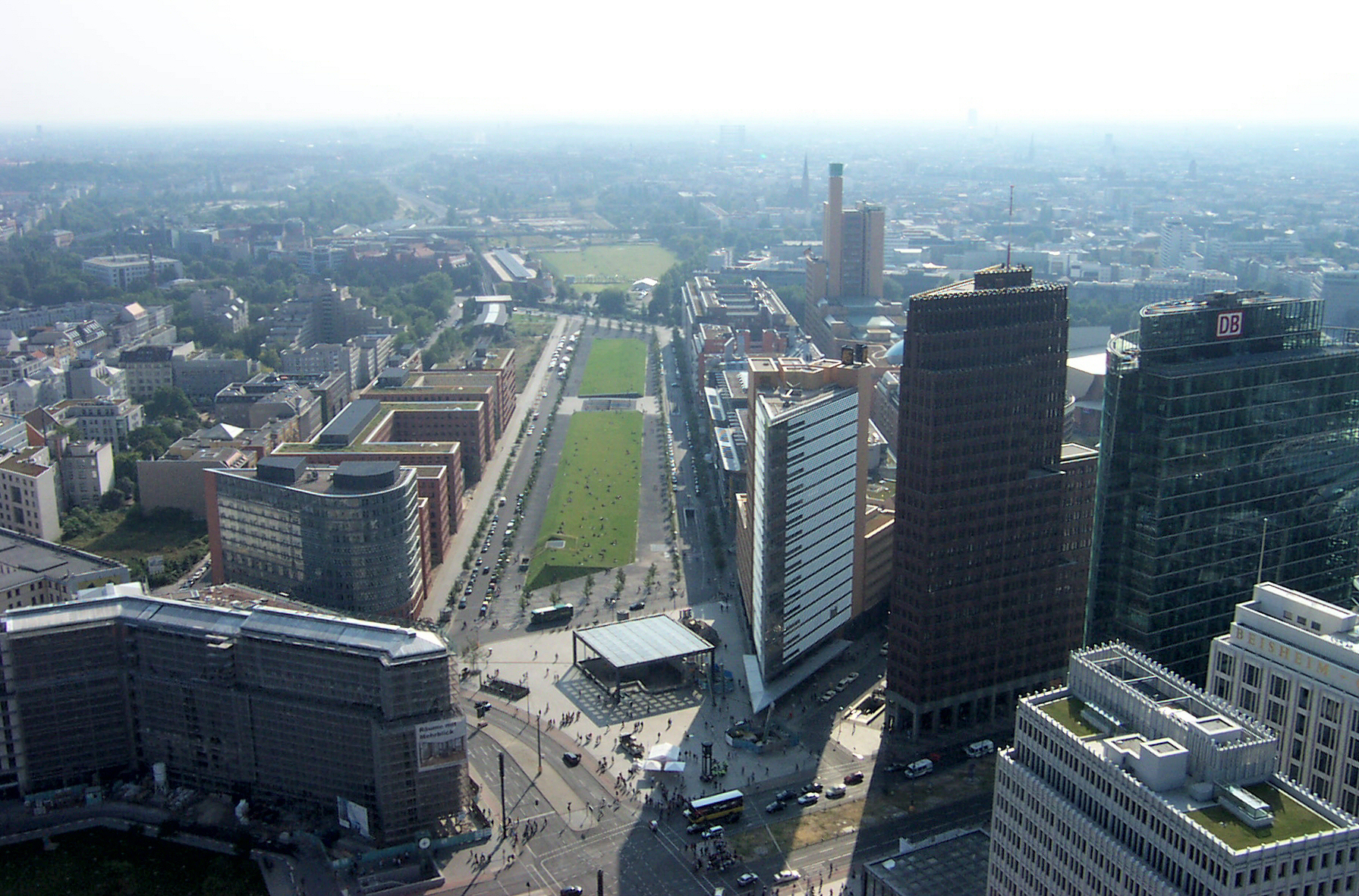
Potsdamer Platz (2005)
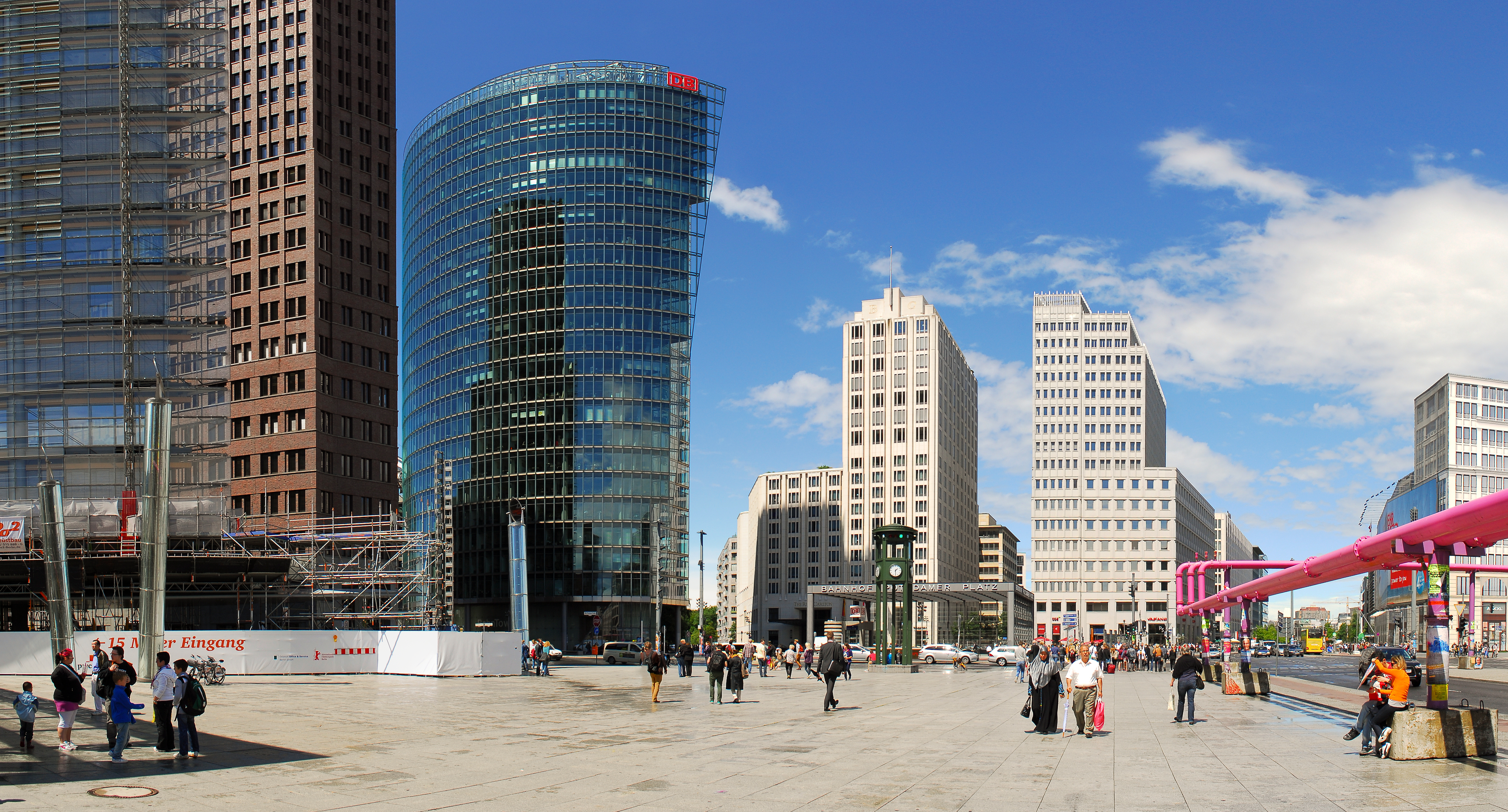
Potsdamer platz napjainkban
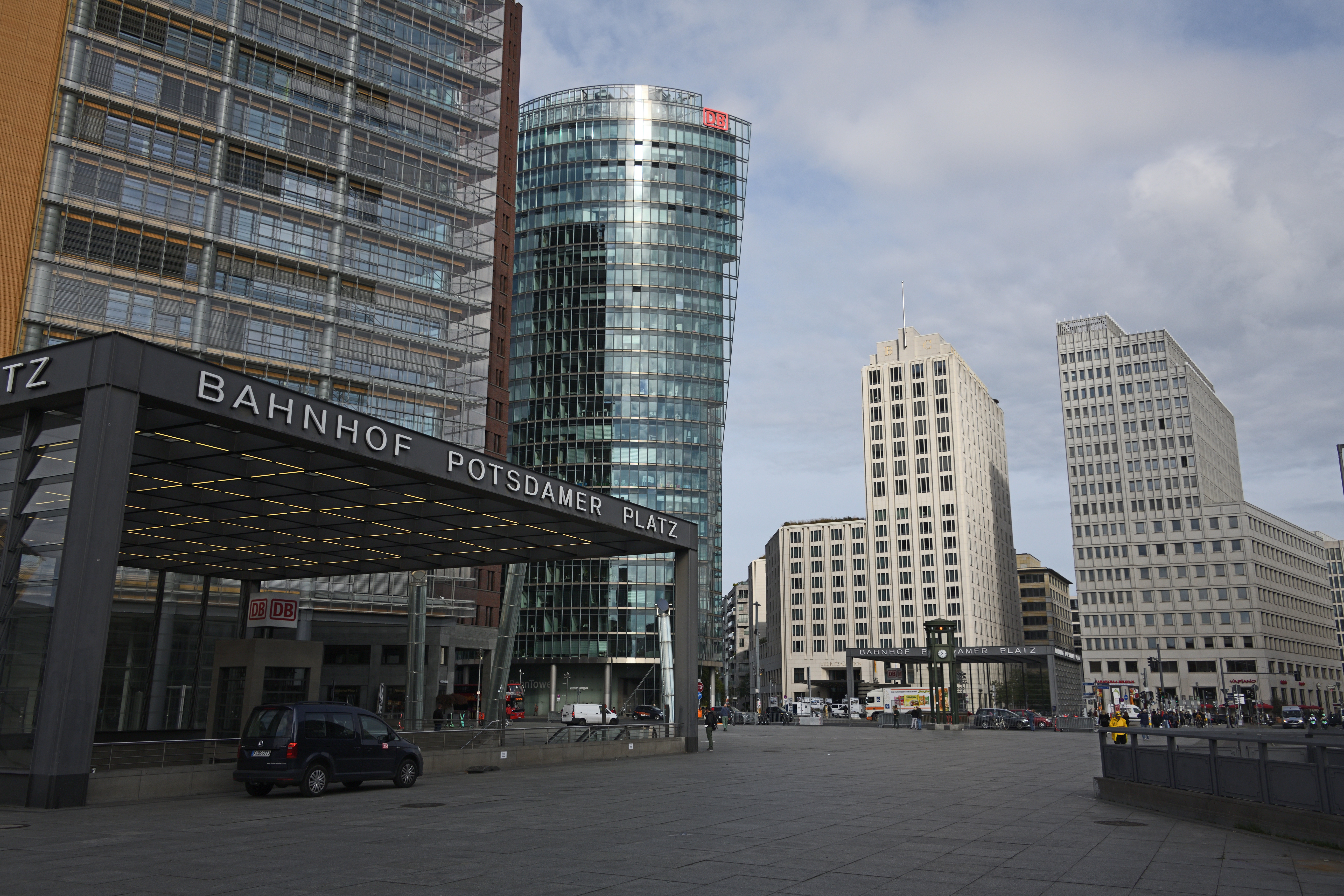
Potsdamer Platz Bahnhof bejárata
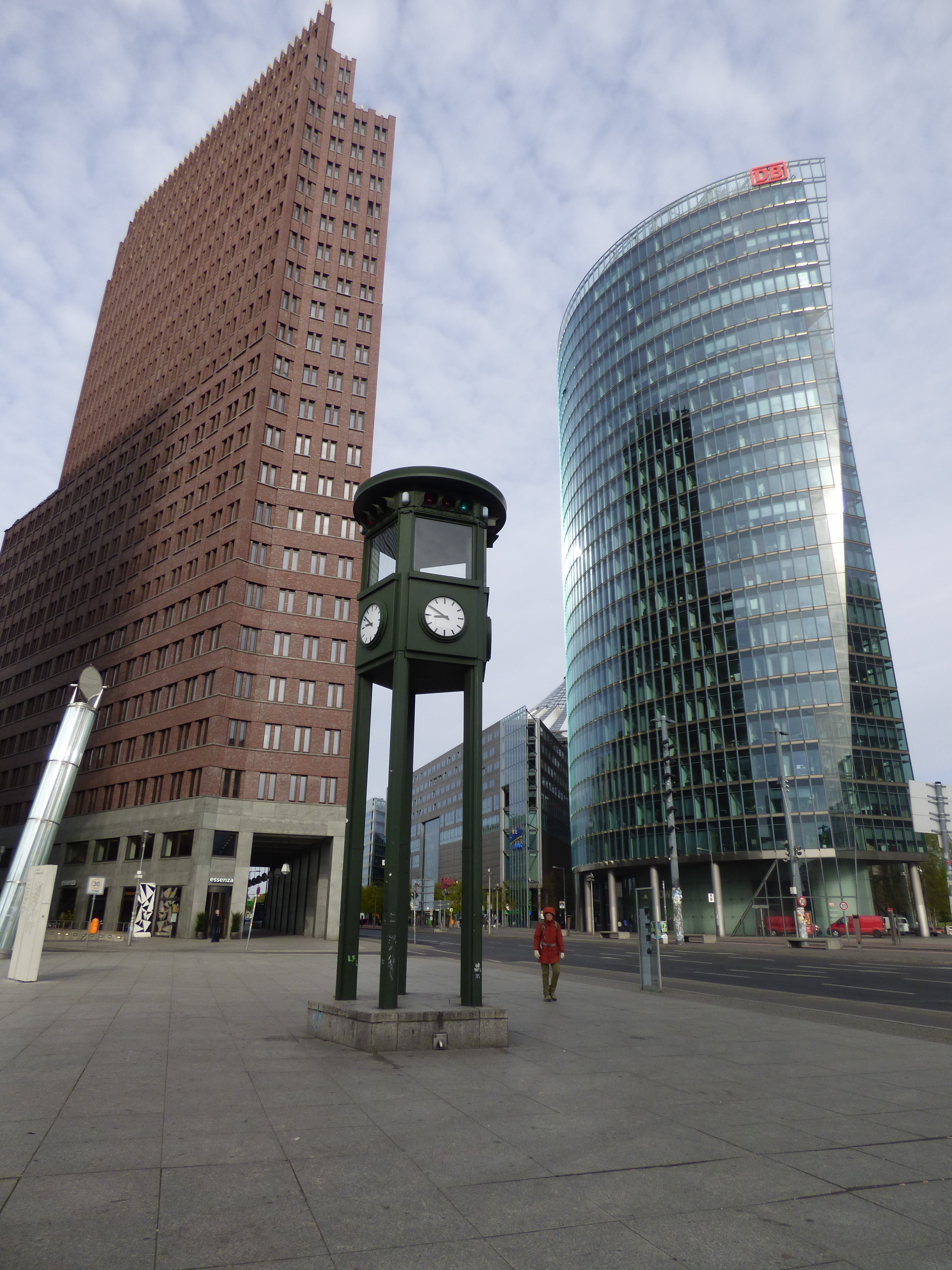
óra a téren

## Nevezetesebb épületek:

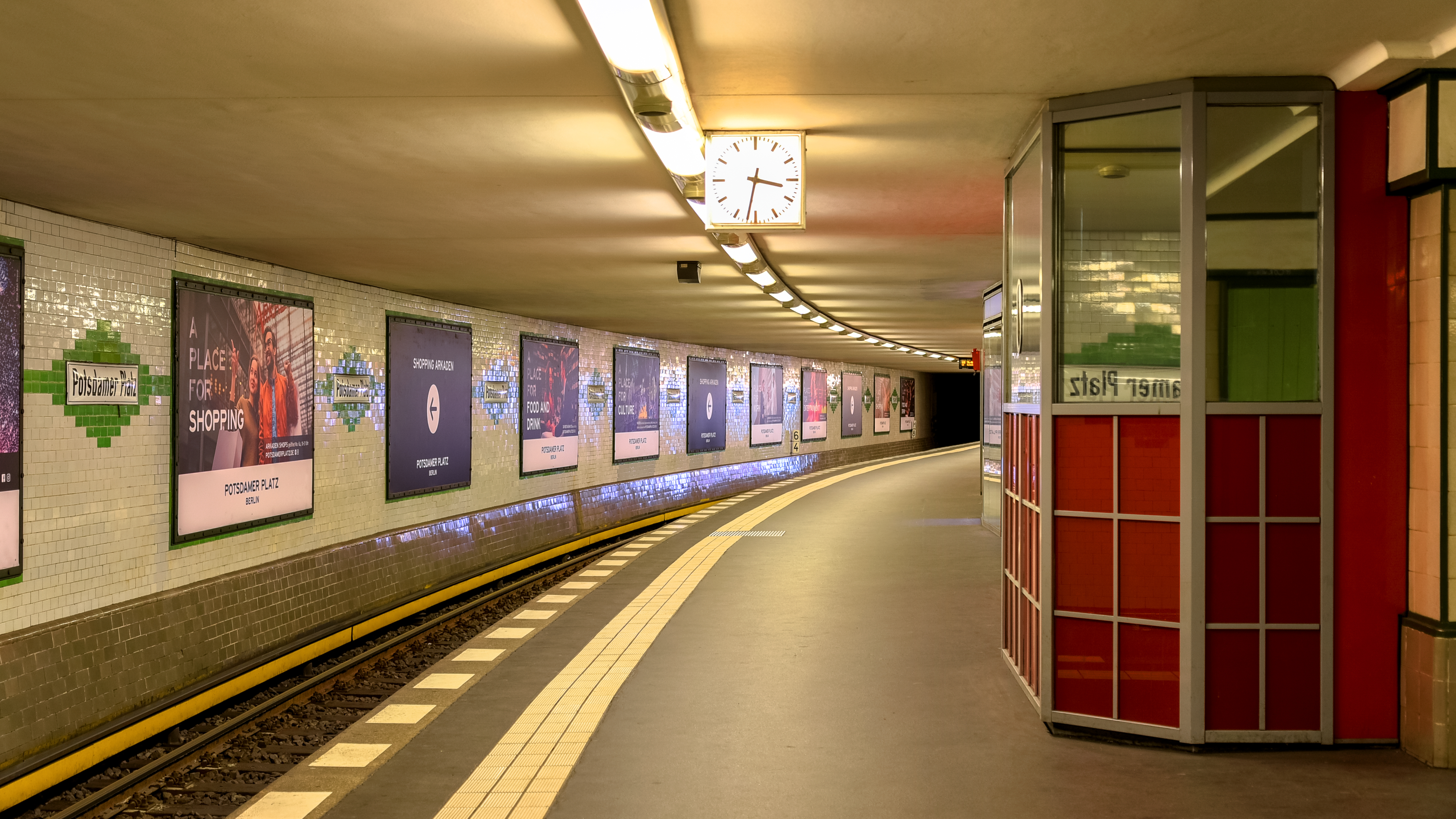
Metro (U-Bahnhof Potsdamer Platz)

- A Központ a Potsdamer Platzon (Center am Potsdamer Platz) egy látványos sátorszerű tetőszerkezetű hét acél- és üvegépületből álló épületegyüttes, a Sony vállalat németországi kirendeltsége működik benne. 2023-ig hivatalos neve a „Sony Center” volt, a Sony európai központjaként szolgált. A köztudatban még mindig ezen elnevezése az elterjedt.
- A Kollhoff-Tower egy vörös téglából épült, 103 méter magas épület. A tetején lévő kilátószintről pazar kilátás nyílik a városra.
- A Bahntower, a Kollhoff-Tower-rel szemben álló, szintén 103 méter magas, üveg falú irodaépület, amely a Deutschen Bahn AG székháza.
- A Delbrück-Hochhaus (18 emeletes magasház) iroda és lakóépület
- A Beisheim-Center épületegyüttesében található a Ritz-Carlton Berlin.
- Az Atrium Tower egy 106 méter magas irodaépület, míg a Forum Tower 18 emeletes.
- A Playce egy bevásárlóközpont, amely „Potsdamer Platz Arkaden” néven 1998-ban nyitotta meg kapuit, majd felújítást követően 2022-ben új néven (Playce) nyitott meg újra.
- A Mall of Berlin bevásárlóközpont nem messze, a Leipziger Platzon található.[6][1]

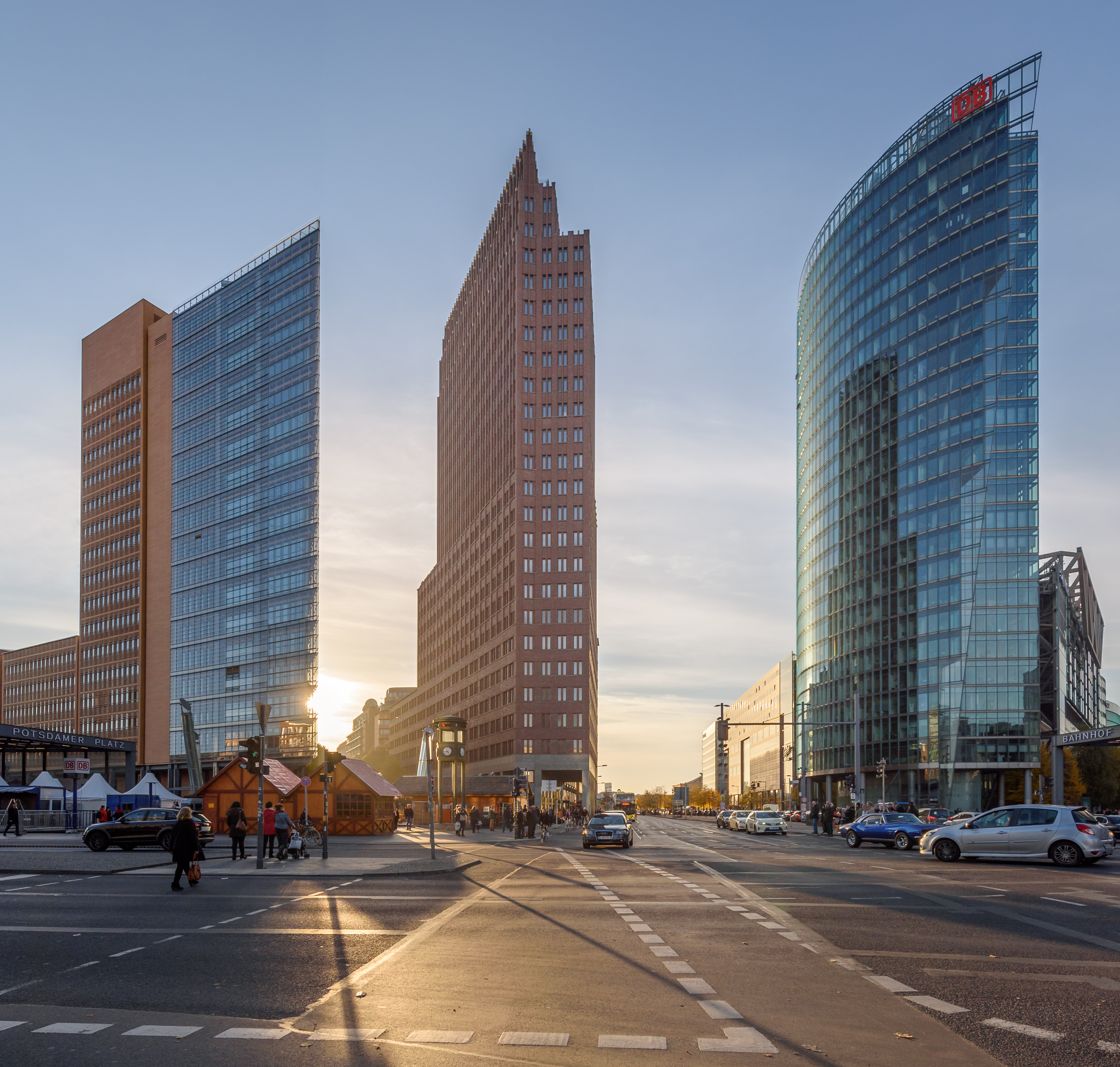
A Kollhoff-Tower és mellette a Bahn Tower épülete
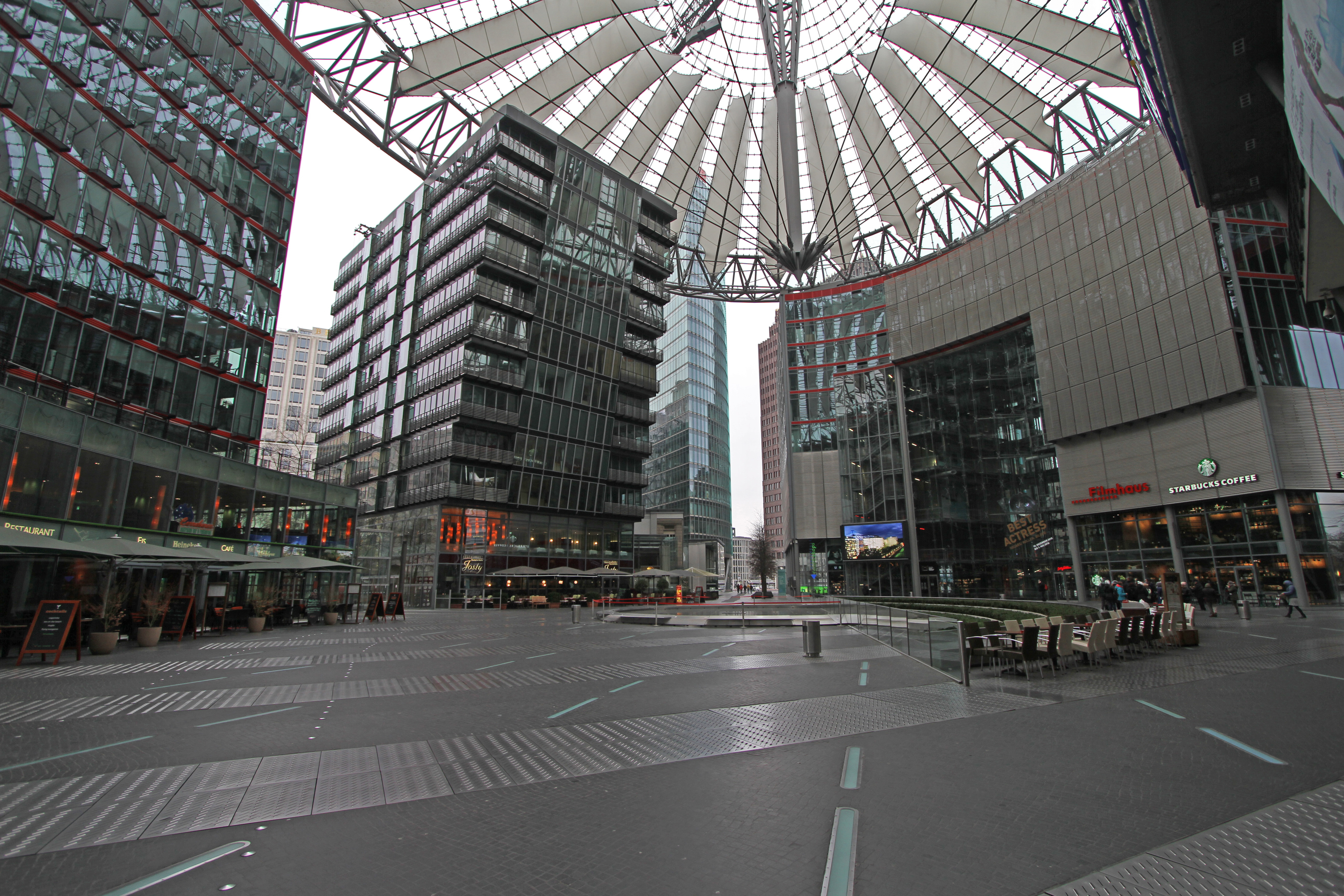
Központ a Potsdamer Platzon (Center am Potsdamer Platz) korábbi nevén „Sony Center”
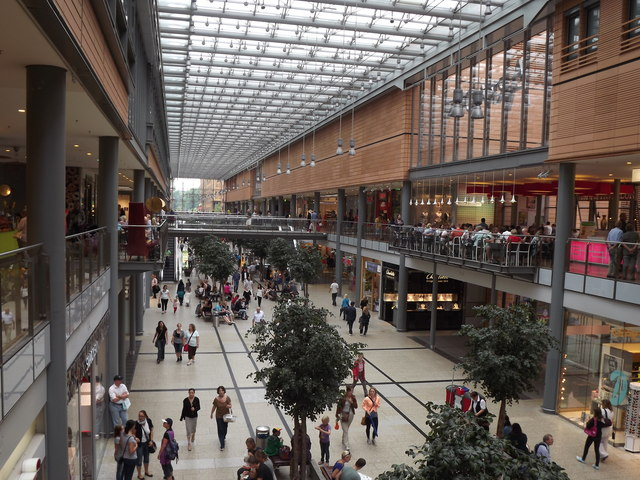
A Playce bevásárlóközpont
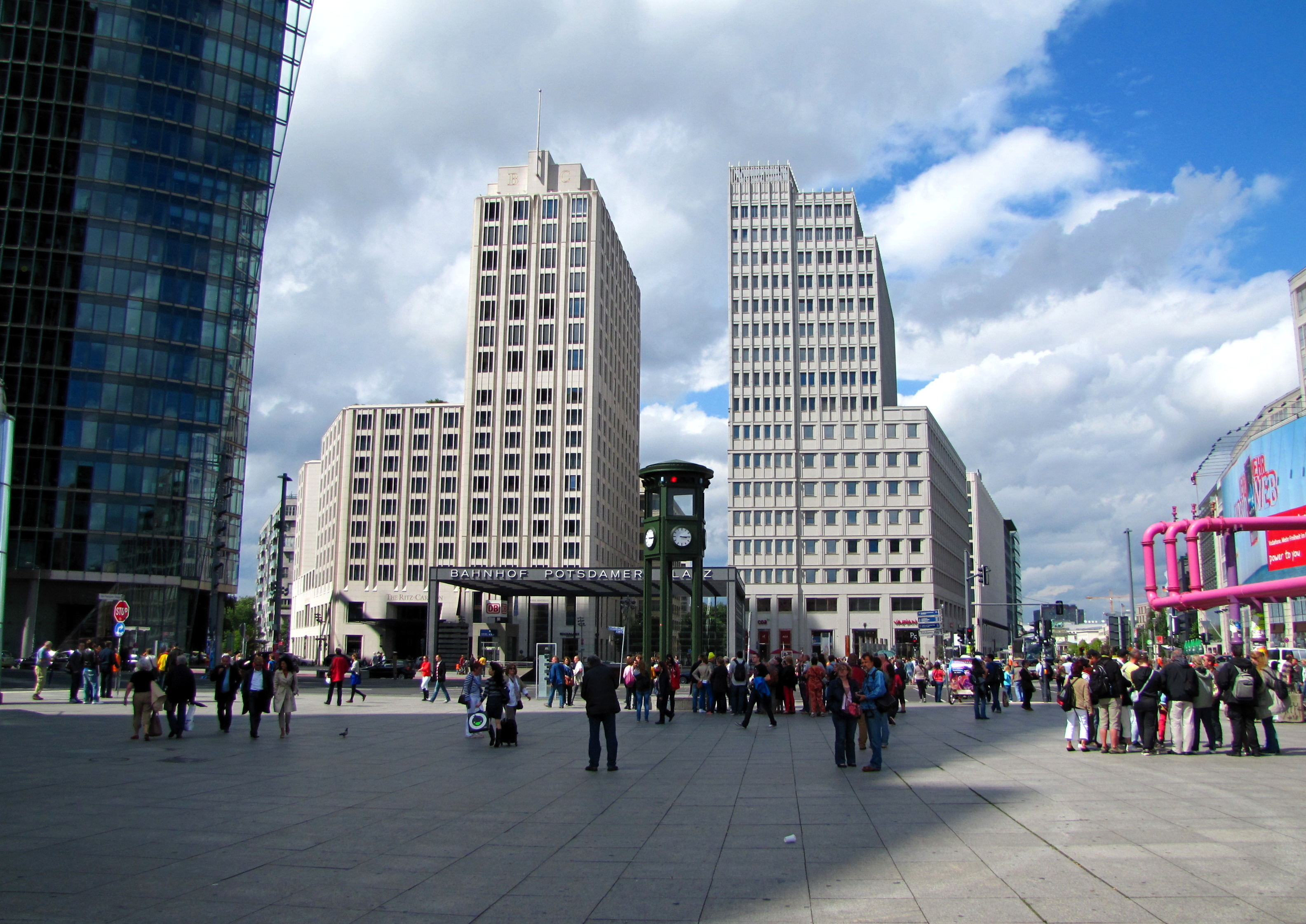
Delbrück-Hochhaus
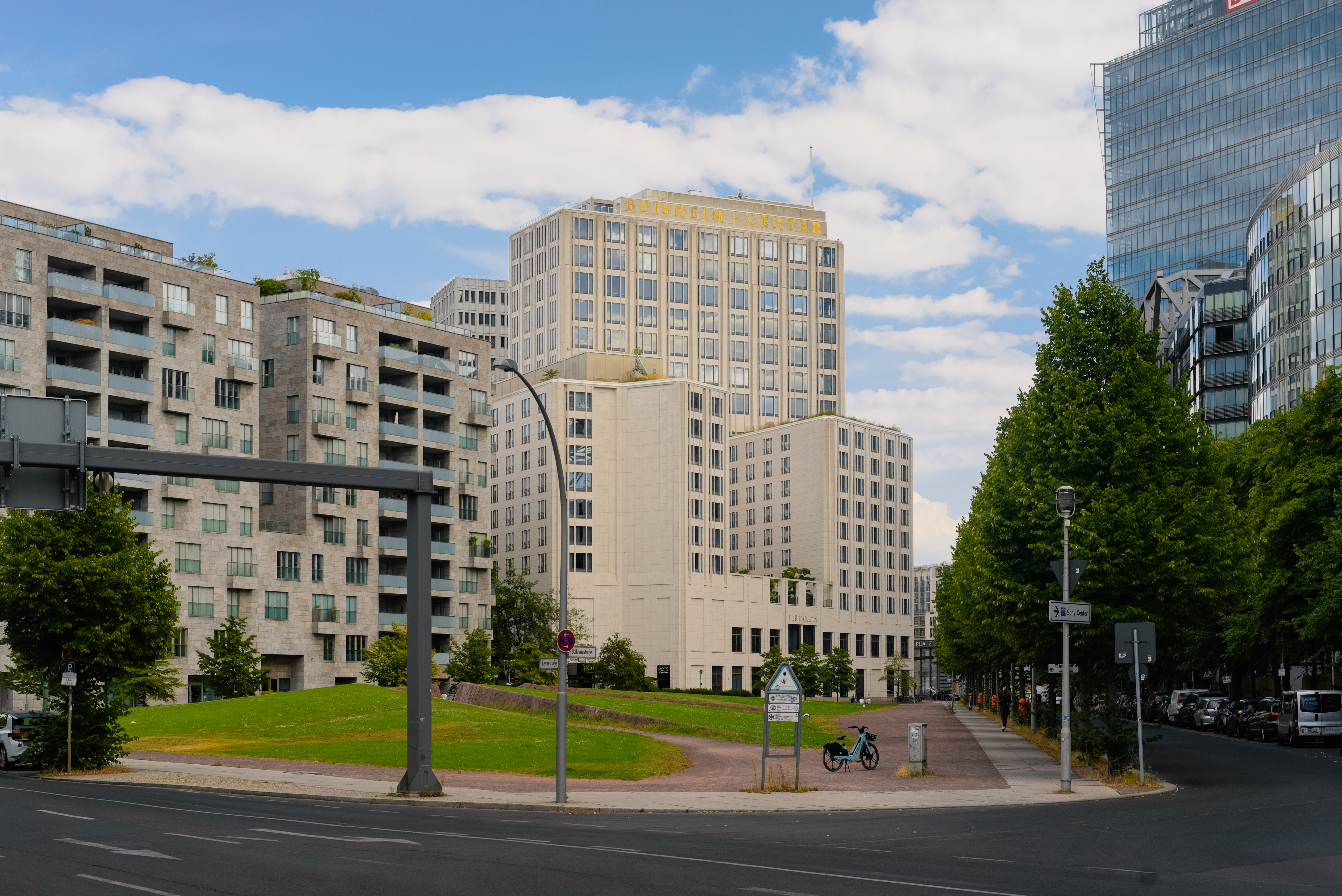
Beisheim-Center
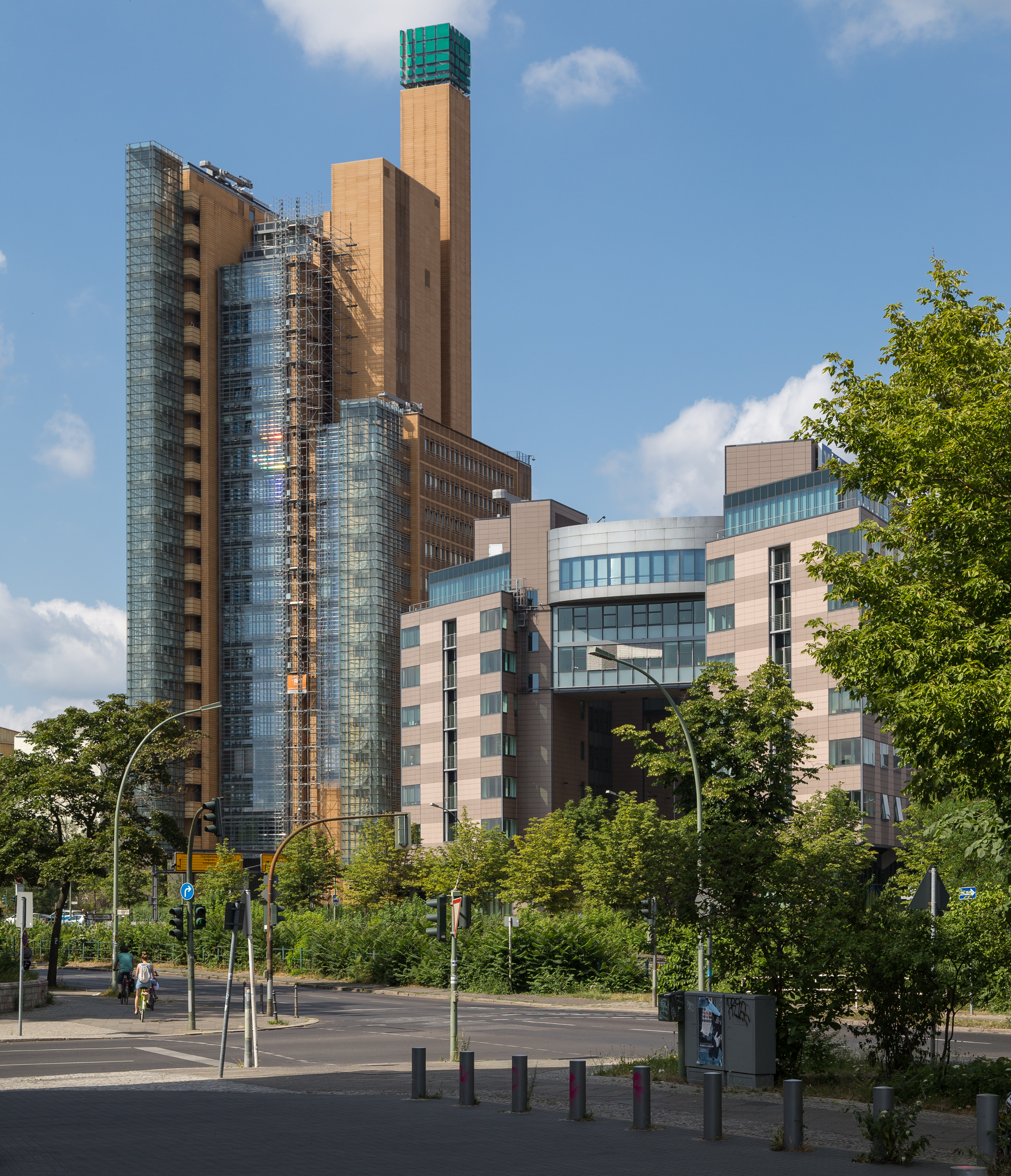
Atrium Tower

### A városi tömegközlekedés
A csomópontot több városi buszjárat érinti, emellett  a berlini U2 metróvonal, továbbá az S1, S2, S25 és S25 S-Bahn gyorsvasútvonalak is áthaladnak a tér alatti állomáson (Bahnhof Potsdamer Platz) 